# Tmesisternus rufipes
Tmesisternus rufipes är en skalbaggsart som beskrevs av Blanchard 1853. Tmesisternus rufipes ingår i släktet Tmesisternus och familjen långhorningar. Inga underarter finns listade i Catalogue of Life.